# Díon
Díon o Dío (en griego antiguo, Δῖον) fue una antigua ciudad de Piería, uno de los centros religiosos antiguos (santuarios) más importantes del Reino de Macedonia. La localidad moderna fue llamada Malatria hasta 1961, año en el que fue renombrada oficialmente como Díon. Esta ciudad está ubicada en la actual unidad periférica de Piería, en Macedonia Central, a 15 km al suroeste de Katerini, a 85,9 km al suroeste de Tesalónica, a 65 km al norte de Lárisa y a 425 km al norte de Atenas.
En la actualidad la antigua ciudad de Díon es un yacimiento arqueológico de primer orden y se encuentra en el Parque Arqueológico de Díon, en la misma localidad contemporánea, así como el Museo Arqueológico de Díon.

## Administración
En octubre de 1992 fue formado el municipio de Díon. Englobaba los distritos municipales de Agios Spyridonas, Díon, Karitsa, Kondariótissa, Nea Efesos y Vrontoú. El centro administrativo estaba en localidad de Kondariótisa. Con la reforma de gobiernos locales de 2011, Díon se fusionó con Olimpo Oriental y Litójoro para constituir el nuevo municipio de Díon-Olimpo. Díon se convirtió en una de las unidades municipales, y las unidades municipales anteriores se convirtieron en comunidades locales.

## Historia
La ciudad de Díon es mencionada por primera vez en las fuentes históricas por Tucídides. El historiador de la guerra del Peloponeso relata que fue la primera ciudad a la que llegó el general espartiata Brásidas cuando atravesó la frontera entre Tesalia y el Reino de Macedonia, durante su expedición del año 424 a. C. a las colonias atenienses de Tracia, cruzando el reino de su aliado el rey macedonio Pérdicas II.
La ciudad debe su nombre a la proximidad de un importante santuario de Zeus Olímpico: en la tradición mitológica narrada por Hesíodo en Catálogo de mujeres, Tea la hija de Deucalión, tuvo dos hijos de Zeus, Magnes y Macedón (epónimo de los macedonios), quienes vivieron en Piería al pie del monte Olimpo. Según Diodoro Sículo, el rey Arquelao I otorgó a finales del siglo V a. C. a Díon y a su santuario la importancia que tendría después para el Reino de Macedonia. Instauró una fiesta de nueve días que comprendía concursos atléticos y dramáticos en honor de Zeus y de las Musas.
Alejandro Magno reunió a sus ejércitos en Díon, donde realizó sacrificios, antes de comenzar sus guerras de conquista hacia el oeste. Después de la batalla de Gránico, Alejandro encargó a Lisipo la realización de un grupo escultórico de bronce de los 25 hetairoi que habían muerto en la batalla. Este grupo escultórico se hallaba en Díon pero siglos más tarde fue trasladado a Roma por Quinto Cecilio Metelo Macedónico.
En 169 a. C., el cónsul romano Quinto Marcio Filipo llegó a Macedonia para combatir contra las fuerzas de Perseo de Macedonia. Este último estaba estacionado con el grueso de sus fuerzas cerca de Díon y habría podido rechazar a los romanos, pero al avanzar estos le entró pánico y se retiró de Díon tras llevarse todas las estatuas de oro que había en la ciudad para que no cayeran en manos de su enemigo. Quinto Marcio Filipo estableció su campamento en Díon, que en aquella época no era de gran tamaño pero estaba bien dotado de edificios públicos, de muchas estatuas y estaba bien fortificado.
Estrabón sitúa Díon al pie del monte Olimpo y menciona la existencia en sus proximidades de la aldea de Pimplea, lugar que estaba asociado al mítico Orfeo.
Los ostrogodos asediaron Tesalónica en 254 y 257, lo que provocó la caída de Díon. Durante el siglo III tuvieron lugar muchos seísmos y lluvias diluvianas, que paulatinamente fueron mermándola.
En el siglo IV se construyó una basílica cristiana sobre los restos del antiguo palacio, en el centro de la ciudad.

## La ciudad en la Antigüedad tardía
Durante la época romana, fue convertida en colonia. En el siglo III, fueron emitidas monedas con la efigie del emperador o de la emperatriz de Roma, con la leyenda COLONIA IVLIA DIENSIS. 

## Exploración arqueológica
El yacimiento arqueológico de Díon fue identificado por primera vez por el célebre viajero inglés William Martin Leake el 21 de diciembre de 1806 en las ruinas vecinas de Malatria. Publicó su descubrimiento en 1835 en el tercer volumen de sus Travels in Northern Greece. Léon Heuzey visitó el lugar durante su Mission archéologique de Macédoine en 1855, y después en 1861. El epigrafista G. Oikonomos publicó una primera serie de inscripciones. La exploración arqueológica sistemática no comenzó hasta 1928: G. Sotiriadis efectuó hasta 1931 une serie de sondeos exploratorios, y descubrió una tumba macedonia del siglo IV a. C. y una basílica paleocristiana. Las excavaciones no se retomaron hasta la década de 1960, bajo la dirección de G. Bakalakis en la zona del teatro y de su recinto. Desde 1973, el profesor D. Pandermalis de la Universidad Aristóteles de Tesalónica dirige las excavaciones arqueológicas. 
Existió un templo dedicado a Zeus, y varios templos de culto a Deméter y a Isis.
En 2006 se descubrió una estatua de Hera entre los muros de la ciudad. La estatua, de 2200 años, había sido utilizada por los primeros cristianos de Díon como relleno del muro defensivo de la ciudad.
|                                  |
| Restos del santuario de Deméter. |

|                     |
| Restos de murallas. |

|          |
| Mosaico. |

|                               |
| Restos del santuario de Isis. |